# Sơn ca ngón ngắn lớn

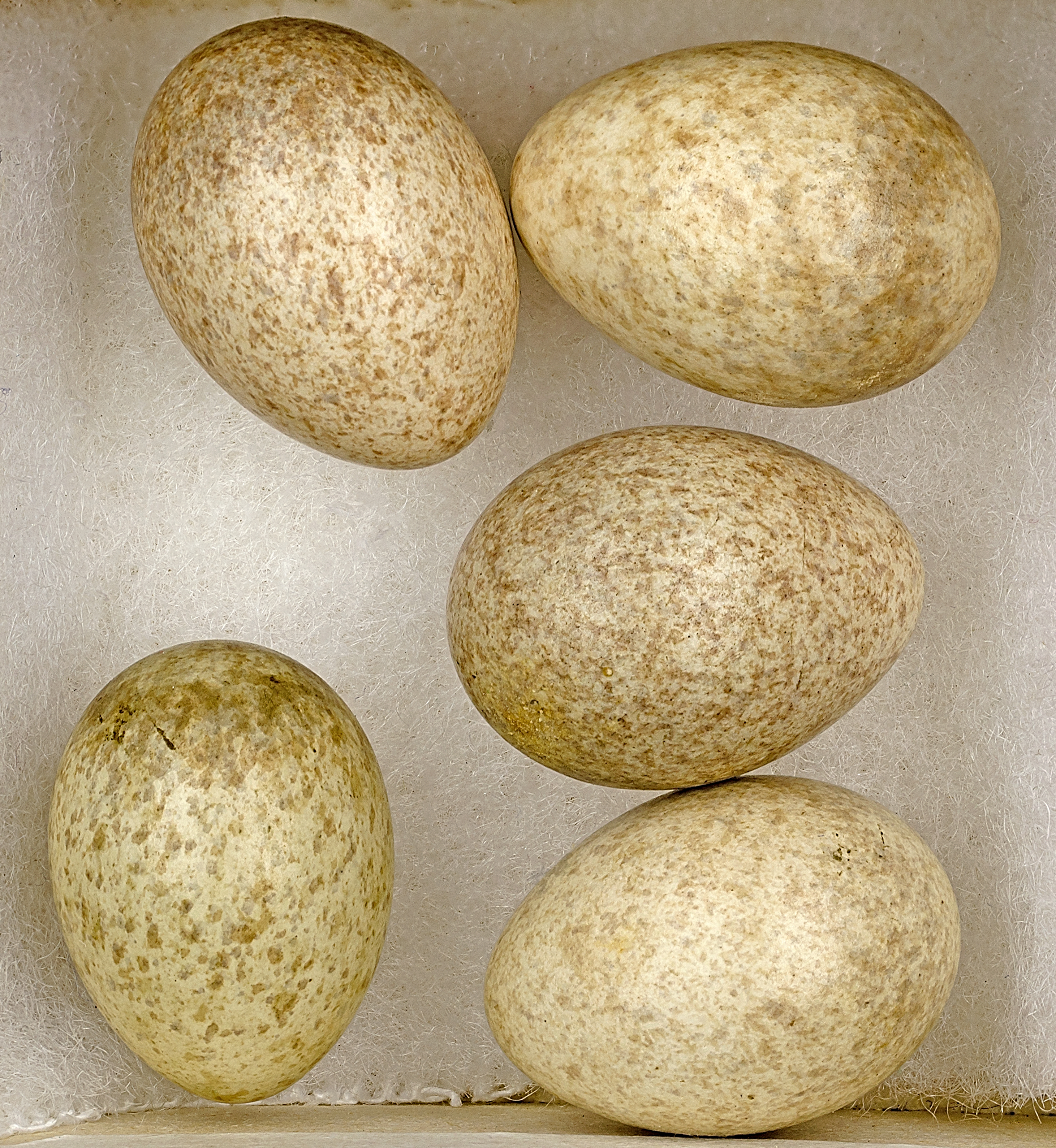
Trứng chim Calandrella brachydactyla

Sơn ca ngón ngắn lớn, tên khoa học Calandrella brachydactyla, là một loài chim trong họ Alaudidae.
Loài này sinh sống ở Nam Âu, Tây Bắc Phi qua châu Á ở khu vực ôn đới.
Sơn ca ngón ngắn lớn sinh sản ở miền nam châu Âu, tây bắc châu Phi và khắp châu Á ôn đới từ Thổ Nhĩ Kỳ và miền nam nước Nga đến Mông Cổ. Trong quá trình di cư, chúng tạo thành những đàn lớn, di chuyển cùng nhau thành đàn chặt chẽ; tại thời điểm khác, chúng tạo thành đàn lỏng lẻo.